# Estación O'Higgins
O'Higgins es una estación ferroviaria ubicada en la localidad del mismo nombre, partido de Partido de Chacabuco, Provincia de Buenos Aires, Argentina.

## Servicios
Por sus vías corren trenes de carga de la empresa estatal Trenes Argentinos Cargas.
Es una parada intermedia del servicio de larga distancia Retiro-Junín de la empresa estatal Trenes Argentinos Operaciones.

## Historia
En el año 1886 fue inaugurada la Estación, por parte del Ferrocarril Buenos Aires al Pacífico, en el ramal Retiro-Junín.
En junio de 2016 deja de prestar servicios de pasajeros de larga distancia, hasta el 20 de septiembre de 2019, cuando los trenes vuelven a detenerse en esta estación.